# 웨스트모얼랜드 (잉글랜드)

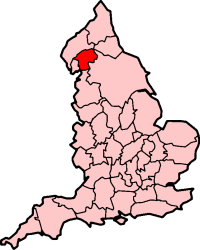
웨스트모얼랜드의 위치

웨스트모얼랜드(Westmorland)는 13세기부터 1974년까지 현재의 잉글랜드 컴브리아주에 있던 주이다. 1889년부터 1974년까지는 행정주로 남아 있었다.

## 같이 보기
- 베스트만란드